# Хејхајра (Џорџија)
Хејхајра (енгл. Hahira) град је у америчкој савезној држави Џорџија. По попису становништва из 2010. у њему је живело 2.737 становника.

## Демографија
Према попису становништва из 2010. у граду је живело 2.737 становника, што је 1.111 (68,3%) становника више него 2000. године.
| Група             | 2000.         | 2010.         |
| Белци             | 1.171 (72,0%) | 2.014 (73,6%) |
| Афроамериканци    | 363 (22,3%)   | 509 (18,6%)   |
| Азијати           | 5 (0,3%)      | 33 (1,2%)     |
| Хиспаноамериканци | 72 (4,4%)     | 134 (4,9%)    |
| Укупно            | 1.626         | 2.737         |